# Open Internacional Femení Solgironès 2023 - Doppio
Victoria Jiménez Kasintseva e Renata Zarazúa erano le detentrici del titolo, ma Jiménez Kasintseva ha scelto di non partecipare. Zarazúa ha fatto coppia con Andreea Prisăcariu, ma sono state sconfitte nei quarti di finale da Yuliana Lizarazo e María Paulina Pérez García.
In finale Caroline Dolehide e Diana Šnaider hanno sconfitto Aliona Bolsova e Rebeka Masarova con il punteggio di 7-6(5), 6-3.

## Teste di serie
1. Anastasia Dețiuc /  Andrea Gámiz (quarti di finale)

1. Ekaterine Gorgodze /  Oksana Kalašnikova (quarti di finale)

## Wildcard
1. Andreea Prisăcariu /  Renata Zarazúa (quarti di finale)

## Tabellone

### Legenda
| - Q = Qualificato - WC = Wild card - LL = Lucky loser | - ALT = Alternate - SE = Special Exempt - PR = Protected Ranking | - w/o = Walkover - r = Ritirato - d = Squalificato |

|  | Quarti di finale | Quarti di finale           | Quarti di finale           | Quarti di finale | Quarti di finale |  |  | Semifinali | Semifinali                 | Semifinali                 | Semifinali                      | Semifinali                      |   |   | Finale | Finale                         | Finale                         | Finale | Finale |  |
|  |                  |                            |                            |                  |                  |  |  |            |                            |                            |                                 |                                 |   |   |        |                                |                                |        |        |  |
|  | 1                | A Dețiuc A Gámiz           | A Dețiuc A Gámiz           | 1                | 2                |  |  |            |                            |                            |                                 |                                 |   |   |        |                                |                                |        |        |  |
|  |                  | A Bolsova R Masarova       | A Bolsova R Masarova       | 6                | 6                |  |  |            | A Bolsova R Masarova       | A Bolsova R Masarova       | 7                               | 7                               |   |   |        |                                |                                |        |        |  |
|  | WC               | A Prisăcariu R Zarazúa     | A Prisăcariu R Zarazúa     | 64               | 4                |  |  |            | Y Lizarazo MP Pérez García | Y Lizarazo MP Pérez García | 5                               | 64                              |   |   |        |                                |                                |        |        |  |
|  |                  | Y Lizarazo MP Pérez García | Y Lizarazo MP Pérez García | 7                | 6                |  |  |            |                            |                            |                                 |                                 |   |   |        | Aliona Bolsova Rebeka Masarova | Aliona Bolsova Rebeka Masarova | 65     | 3      |  |
|  |                  | K Piter N Podoroska        | K Piter N Podoroska        | 4                | 1                |  |  |            |                            |                            | Caroline Dolehide Diana Šnaider | Caroline Dolehide Diana Šnaider | 7 | 6 |        |                                |                                |        |        |  |
|  |                  | I Chromačëva B Schoofs     | I Chromačëva B Schoofs     | 6                | 6                |  |  |            | I Chromačëva B Schoofs     | I Chromačëva B Schoofs     | 0                               | 3                               |   |   |        |                                |                                |        |        |  |
|  |                  | C Dolehide D Šnaider       | C Dolehide D Šnaider       | 7                | 6                |  |  |            | C Dolehide D Šnaider       | C Dolehide D Šnaider       | 6                               | 6                               |   |   |        |                                |                                |        |        |  |
|  | 2                | E Gorgodze O Kalašnikova   | E Gorgodze O Kalašnikova   | 5                | 3                |  |  |            |                            |                            |                                 |                                 |   |   |        |                                |                                |        |        |  |